# Imrán Hán
Imrán Ahmed Hán Niázi (urdu nyelven: عمران احمد خان نیازی; Lahor, 1952. október 5. vagy november 25.–) pakisztáni politikus, 2018 és 2022 között az ország miniszterelnöke. Korábban hazája egyik legsikeresebb krikettjátékosa volt, 1992-ben világbajnoki címet is szerzett.
Befolyásos lahori pastu családba született, és pakisztáni, valamint egyesült királyságbeli elitiskolákba járt, többek között a Worcesteri Royal Grammar Schoolba és a lahori Aitchison főiskolára. Az Oxfordi Egyetemen filozófiát, politikát és gazdaságtant tanult, 1976-ban szerzett diplomát.

## Krikettpályafutása
Családjában több jelentős krikettjátékos is volt, például két idősebb unokatestvére, Dzsáved Burki és Madzsid Hán a pakisztáni válogatott kapitánya is volt. Ő maga tizenéves korában hazájában és az Egyesült Királyságban krikettezett, 1971-ben pedig már a válogatottban is bemutatkozott. Itt azonban 1976-ig nem volt állandó szereplő.
Az 1980-as évek elejére kiváló dobóvá és mindenessé fejlődött (különösen gyors dobásairól volt híres), 1982-ben ezért a válogatott kapitányává választották. Ezekben az időkben gyakran jelent meg elegáns londoni éjszakai szórakozóhelyeken, amivel állandó témát adott a helyi bulvárlapoknak.
1982-ben igen figyelemre méltó teljesítményt mutatott be: 9 tesztmérkőzésen 62 kaput szerzett 13,29-es dobási átlaggal. Később ő lett az első pakisztáni játékos, akinek a teszt krikettben sikerült 3000 futást és 300 kaput szereznie (azaz teljesítette az úgynevezett mindenesek dupláját), pályafutása végére pedig elérte a 3807 futást és (közel 20 000 dobásból) a 362 kaput is. Egynapos nemzetközi mérkőzéseken további 3709 futást és 182 kaput szerzett. 1992-ben kapitányként világbajnoki címet szerzett a pakisztáni csapat kapitányaként. 2003-tól hazájában edzőként is dolgozott.

## A politikában
1992 után közeledett a valláshoz, azon belül is a szúfizmushoz. Jelentős emberbaráti tevékenységet folytatott, amelynek egyik legfontosabb megnyilvánulása az volt, hogy adományokat gyűjtött egy lahori rákkórház felépítésre. Ez az intézmény, amelyet 1985-ben rákban elhunyt édesanyja után neveztek el, 1994-ben nyitotta meg kapuit.
Egyúttal a politikai életben is megjelent, kemény kritikusává vált a pakisztáni kormányzatnak, amely szerinte rosszul vezette az országot, és korrupt volt. 1996-ban saját politikai pártot alapított, a Mozgalom az Igazságértot, amellyel a következő évi választáson még rendkívül gyengén szerepelt: az 1%-ot sem érték el, és nem szereztek egyetlen képviselői helyet sem az országgyűlésben. A 2002-es választáson viszont már bejutottak a parlamentbe, igaz, csak egy képviselőjük: ez maga Hán lett, aki egyébként azt állította, hogy gyenge eredményük választási csalásnak köszönhető.
2007 októberében ő volt az egyike azoknak a képviselőknek, akik lemondtak, így tiltakozva az ellen, hogy a következő elnökválasztáson Pervez Musarraf is induljon. Musarraf válsághelyzetet hirdetett, novemberben pedig lecsaptak kritikusaira: maga Hán is rövid időre börtönbe került. 2008-ban Hán pártja újabb tiltakozásként bojkottálta a választásokat.
Bár pártja gyengélkedett, Hán (egyesek szerint populista) stílusa főként a fiatalok körében egyre népszerűbbé vált. Továbbra is felemelte a szavát a korrupció és a gazdasági egyenlőtlenségek ellen, és ellenezte azt, hogy a pakisztáni kormány az amerikaiakkal együtt hajtott végre katonai akciókat az afgán határ közelében. Felemelte szavát az ország politikai és gazdasági elitje ellen, akik szerinte túlzottan elnyugatiasodtak és elidegenedtek a pakisztáni vallási és kulturális normáktól.
Egy 2012-es közvélemény-kutatás már őt találta az ország legnépszerűbb politikusának. Megszerezte több ismert veterán politikus támogatását is, a 2013-ra tervezett választások előtt pedig nagy tömegeket szólított az utcára. Néhány nappal a választások előtt egy kampányrendezvényen leesett a színpadról, feje és háta megsérült. A szavazás előtti utolsó felhívását választóihoz a kórházból tette meg a televízión keresztül. Pártja története legjobb eredményét érte el ugyan, de ez sem volt elég a parlamenti többség megszerzéséhez. Hán szerint ismét választási csalás történt, de mivel nem indult vizsgálat az ügyben, 2014 végén több másik ellenzéki vezetővel együtt négy hónapig tartó tiltakozásokat szervezett.
Bár a tiltakozások nem vezettek eredményre, Navaz Sarif miniszterelnök nem mondott le, de miután újabb korrupciós gyanúk merültek fel ellene, Hán újabb tüntetéseket szervezett 2016 végére. Ezeket azonban visszavonta, mivel a legfelsőbb bíróság vizsgálatot indított a miniszterelnök ellen, akit 2017-ben lemondásra köteleztek. Igaz, eközben Hánról is kiderült, hogy neki is voltak offshore-ügyei, de neki nem kellett távoznia a közéletből.
2018 júliusában újabb választásokat tartottak; a kampányban Hán leginkább korrupció- és szegénységellenes jelszavakkal vett részt. A választáson ezúttal Hán pártja szerezte meg a többséget, így Hán augusztus 18-án elfoglalhatta a miniszterelnöki pozíciót.

### Miniszterelnöksége
Miniszterelnökként komoly fizetésimérleg-válsággal kellett szembenéznie. Bár a gazdaság növekedett, az import és az adósságkötelezettség az egekbe szökött, főként a Kína–Pakisztán gazdasági folyosó kezdeményezés miatt. Néhány héttel hivatalba lépése után a válság tovább súlyosbodott, mivel az Amerikai Egyesült Államok visszatartott egy 300 millió dolláros beígért katonai segélyt, mondván, Pakisztán nem tesz eleget a terrorizmus megfékezéséért. Mivel a Nemzetközi Valutaalap korábbi csomagjai soha sem hoztak megoldást a pakisztáni gazdaság számára, ezért először ő sem ebben az irányban keresett megoldást, hanem a „baráti” országoktól próbált segítséget kérni, de nem tudott kedvező feltételeket kiharcolni, így mégis az IMF-hez fordult kölcsönért. Később sikerült elérnie, hogy Kína, Szaúd-Arábia és az Egyesült Arab Emírségek jelentős befektetéseket ígértek Pakisztánnak.
A külpolitikában jelentős siker volt, hogy sikerült a tálibokat tárgyalásra bírni az amerikaiakkal, egyúttal fejlődött az ország kapcsolata mind az USA-val, mind Afganisztánnal.
2019 februárjában, miután kasmíri harcosok egy csoportja öngyilkos támadás során megölt 40 indiai biztonsági alkalmazottat, India (5 évtized után először) légicsapást indított Pakisztán ellen, világszerte megnövelve a félelmet egy komolyabb konfliktus kialakulását illetően a két, amúgy sem jó viszonyban levő ország között. Amikor India ismét belépett Pakisztán légterébe, Pakisztán lelőtt két harci gépet, de a foglyul ejtett pilótát hamarosan visszaadta Indiának. Hogy a helyzet eszkalálódását elkerülje, Hán szigorú fellépést indított a hadsereg bizonyos elemeivel szemben, többeket letartóztattatott, több vallási iskolát bezáratott, és ígéretet tett arra, hogy hazája törvényeit a nemzetközi normáknak megfelelővé fejleszti.
A 2020-as koronavírus-világjárvány Pakisztánban is válságot okozott. A Hán-kormány ekkor indította el az ország történetének legnagyobb segélyprogramját, amelynek célja az volt, hogy 12 millió rászoruló családnak mintegy 1 milliárd dollárnak megfelelő pénzösszeget osszanak ki.
2021 tavaszán, miután pártfogoltját, Abdul Hafíz Sejk pénzügyminisztert nem választották meg a szenátus tagjává, bizalmatlansági indítványt terjesztett be önmaga ellen, ám a 342 képviselőből 178 támogatta őt, ezért az indítvány elbukott, a miniszterelnököt megerősítették tisztségében. A következő időszakban több szövetségese elhagyta, az országgyűlésben kisebbségbe került, így 2022 áprilisában egy újabb bizalmatlansági szavazást már elveszített, így véget ért miniszterelnöksége. Ő lett az ország történetének első kormányfője, aki ilyen módon kényszerült távozásra. Az ellenzék legfőbb vádjai azok voltak, hogy nem sikerült a világjárvány után megfelelően újraindítani a gazdaságot, valamint nem tudta beváltani azt az ígéretét, hogy Pakisztánt korrupciómentessé teszi. Hán a vesztes szavazás után arra buzdította híveit, hogy vonuljanak az utcára.

## Miniszterelnöksége után
Hán nem nyugodott bele a bukásba, és 2022. november 3-án egy tömegtüntetés élére állt, ahol új választások kiírását követelte. A tüntetés résztvevőire azonban valakik rálőttek, egy ember meghalt, többen megsérültek, köztük Imrán Hán is, akinek a lábát találta el két lövedék. Hán, akit kórházba szállítottak és megműtöttek, a miniszterelnököt, a belügyminisztert és a titkosszolgálat katonai vezetőjét tette felelőssé a támadásért. A miniszterelnök nyilvánosan elítélte a merényletkísérletet.
2023 augusztusában egy bíróság hároméves börtönbüntetésre ítélte Hánt miniszterelnöksége idején elkövetett hivatali visszaélés miatt.

## Magánélete
1994-ben házasodott össze a nála több mint 20 évvel fiatalabb, angliai Jemima Goldsmithszel, aki hamarosan áttért az iszlám hitre. Két gyermekük született, Szulajmán és Kászim, de 2004-ben elváltak.
Második felesége Rehám Hán volt, majd 2018 elején Busrá Bibi, egy addigra már 5-gyermekes anya lett a harmadik. 2019 szeptemberében feleségével együtt részt vett egy umrán (kisebb mekkai zarándoklaton).

## Képek

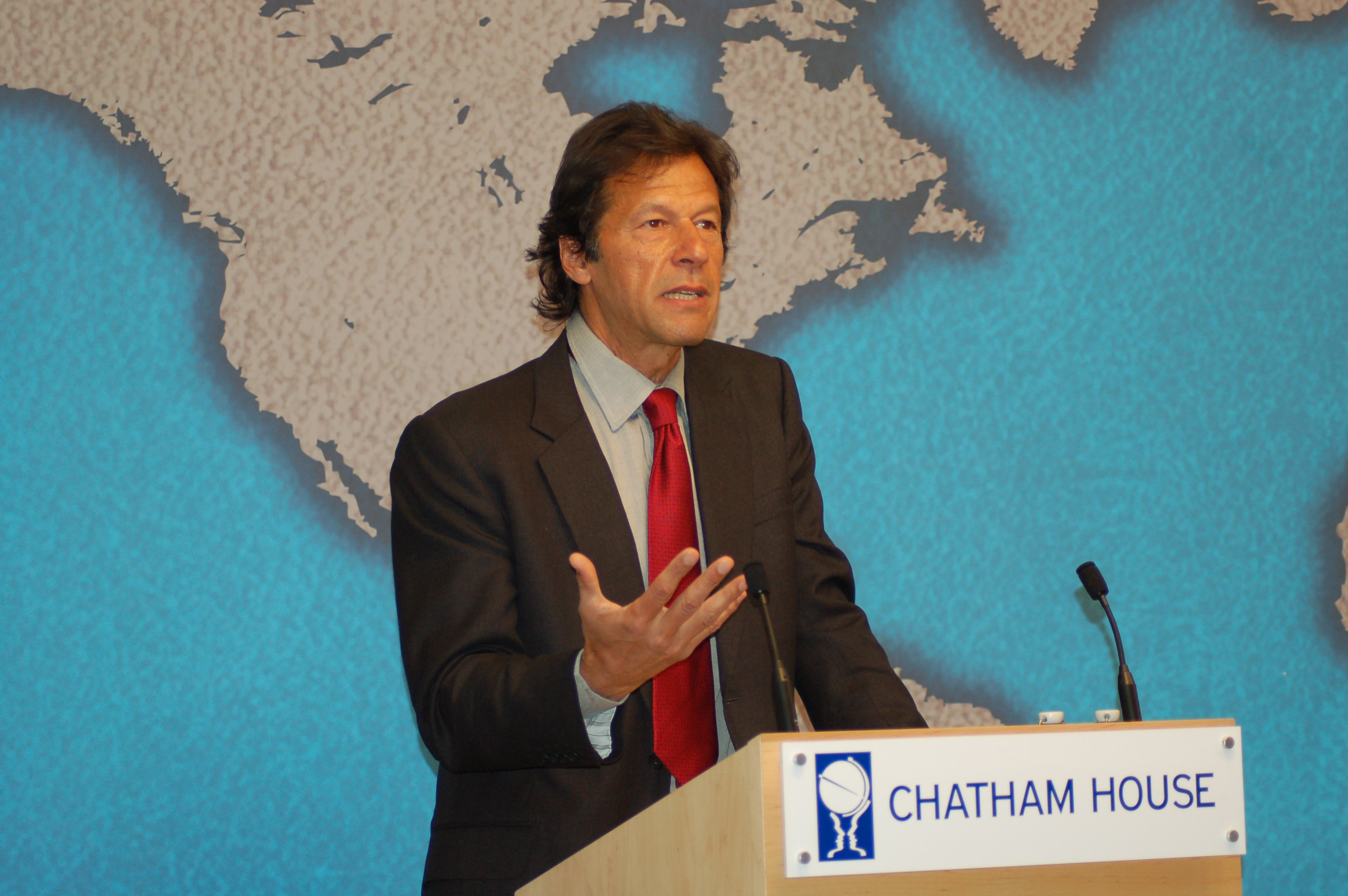
2010-ben
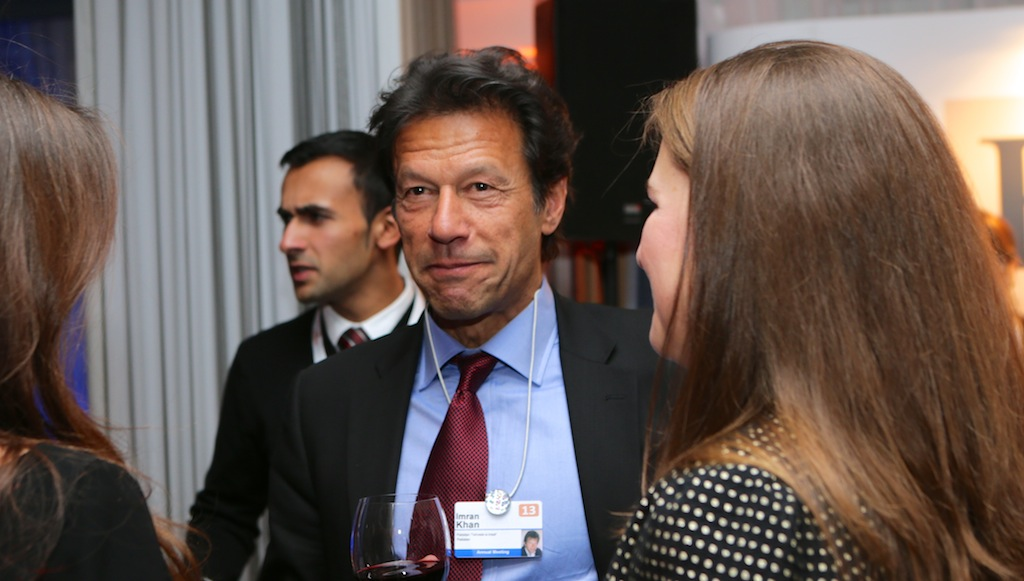
2013-ban
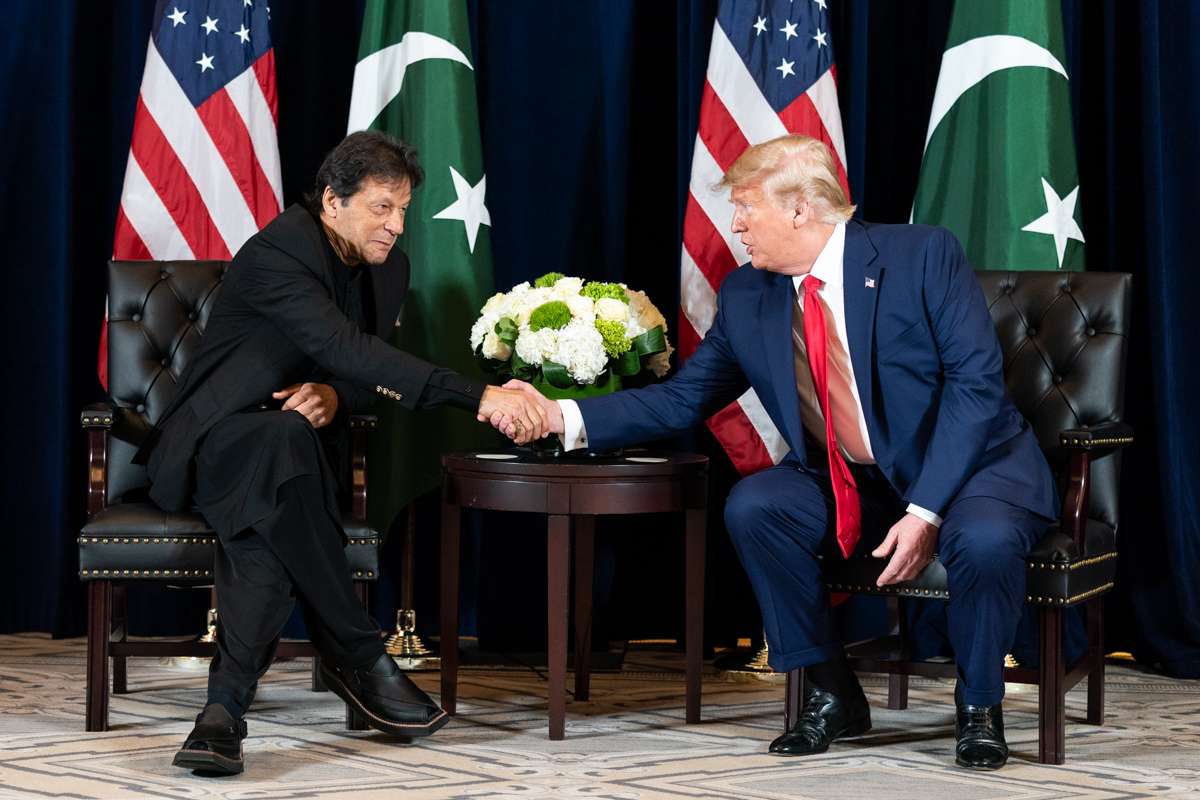
Találkozása Donald Trumppal New Yorkban (2019)
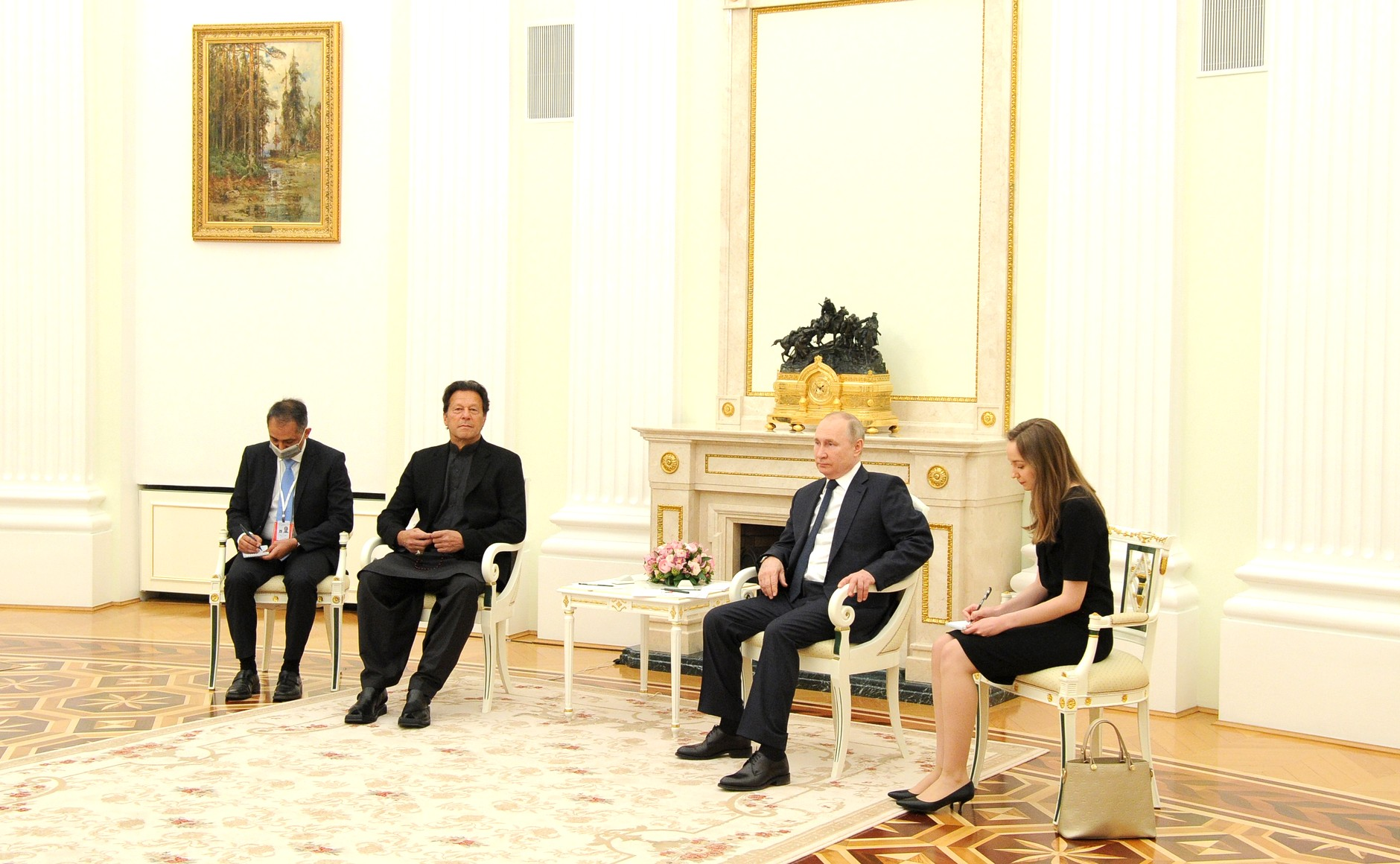
Vlagyimir Putyinnal, 2022. február 24-én, az ukrajnai háború kitörésének napján
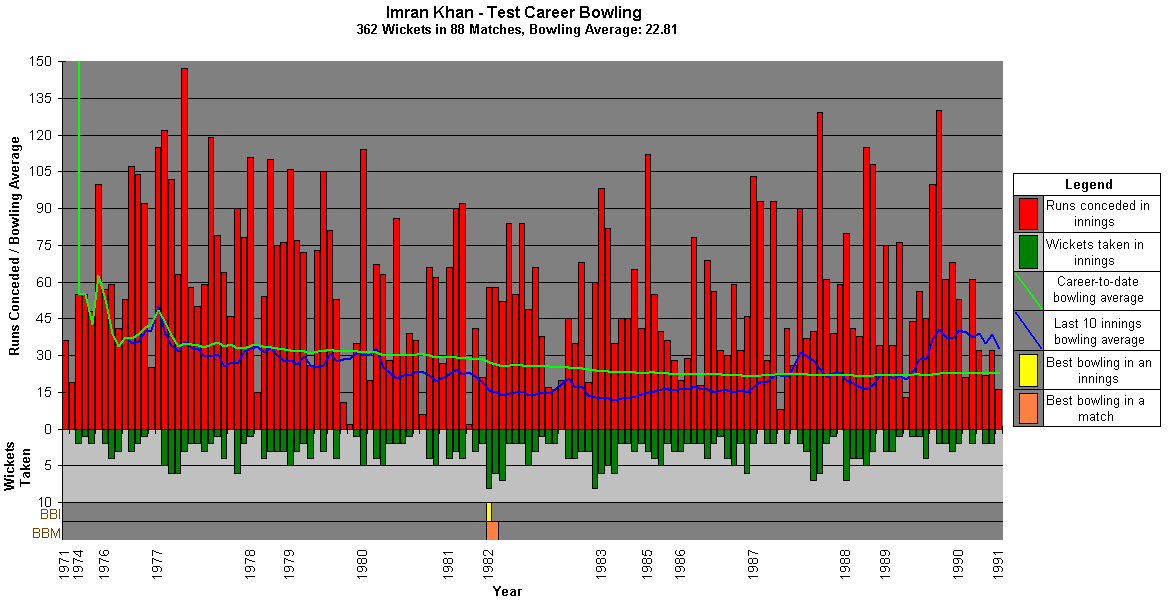
Dobási statisztikái a krikettben (piros: pontok ellene, zöld oszlop: szerzett kapuk, zöld vonal: dobási átlag összesen, kék vonal: dobási átlag az utolsó 10 játékrészben)